# خانه رضازاده
خانه رضازاده مربوط به اواخر دوره قاجار است و در اردبیل، محله اوچدگان واقع شده و این اثر در تاریخ ۱۱ بهمن ۱۳۷۸ با شمارهٔ ثبت ۲۵۷۹ به‌عنوان یکی از آثار ملی ایران به ثبت رسیده است.